# 4–24 High Street (Renfrew)

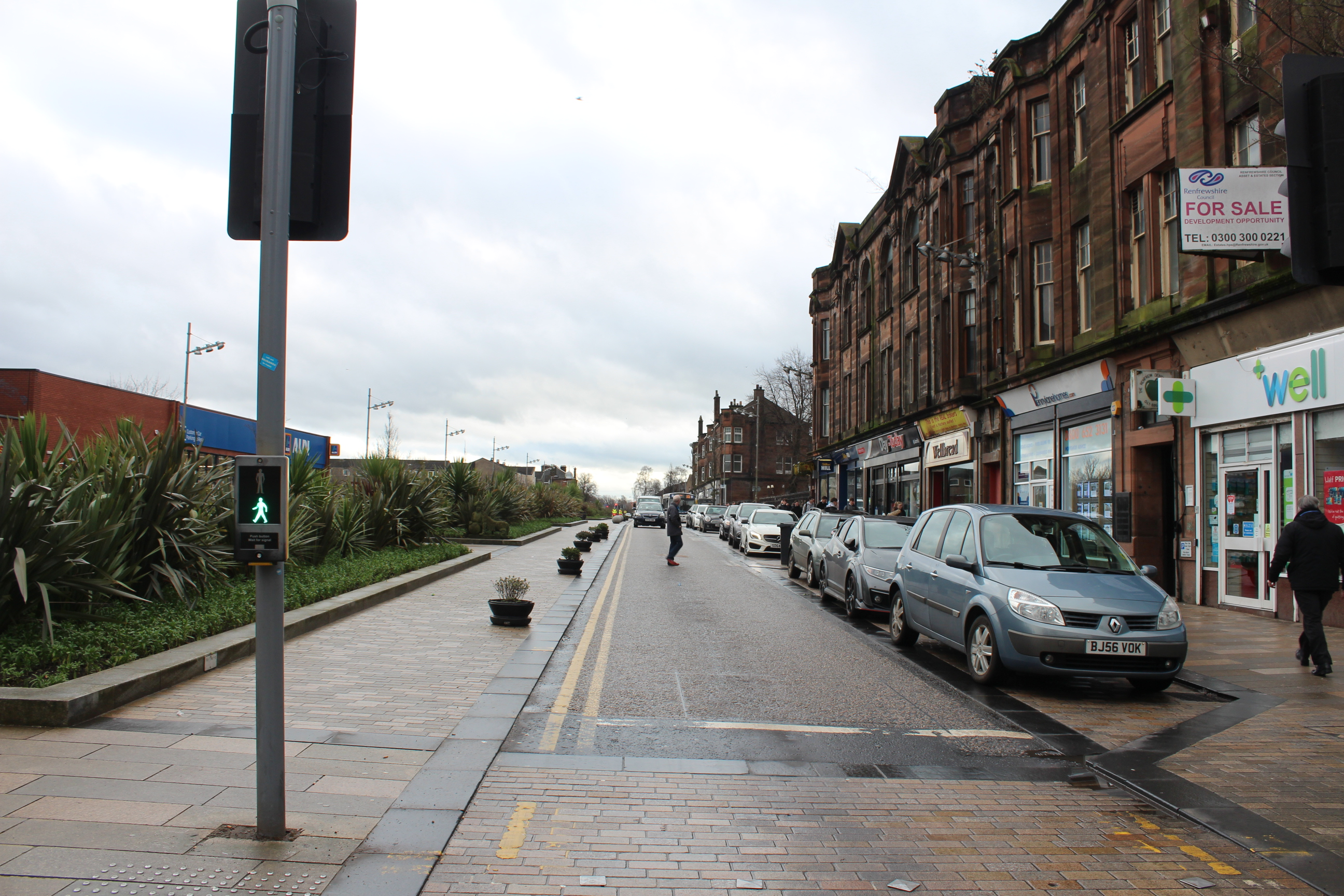
4–24 High Street

Unter der Adresse 4–24 High Street in der schottischen Stadt Renfrew in der Council Area Renfrewshire befinden sich drei Wohn- und Geschäftsgebäude. 1994 wurden sie als Ensemble in die schottischen Denkmallisten in die Denkmalkategorie B aufgenommen.

## Beschreibung
Die Gebäude befinden sich am Beginn der High Street (A877) angrenzenden an das Eckhaus 1–3 Hairst Street. Sie wurden im Jahre 1926 für die Renfrew Equitable Cooperative Society in geschlossener Bauweise entlang der Straße errichtet. Die Häuser können in zwei Einheiten bestehend aus den Hausnummern 14 und 24 im Osten und Nummer 4 im Westen getrennt werden. Das Mauerwerk der dreistöckigen Häuser besteht aus rotem Sandstein. Die nordexponierte Frontseite der Nummern 14 und 24 ist annähernd symmetrisch aufgebaut. Ebenerdig sind Ladengeschäfte und Geschäftsräume eingerichtet. Zwei Fensterachsen sind über beide Obergeschosse von kolossalen Pilastern flankiert, die Dreiecksgiebel tragen. Nahe den Gebäudekanten kragen Erker über beide Obergeschosse aus. Das Gebäude Nummer 4 ist stilistisch den beiden vorigen Gebäuden angepasst und ähnlich aufgebaut und ebenfalls mit klassizistischen Details gestaltet.
Im Jahre 2012 wurden die Gebäude in das Register für gefährdete denkmalgeschützte Bauwerke in Schottland eingetragen. Als Begründung werden Feuchtigkeit im Mauerwerk sowie der teilweise Leerstand angeführt. Der Zustand wird als schlecht, die Gefährdung jedoch als gering eingestuft. Im selben Jahr wurde einem Antrag auf teilweise Umnutzung der Obergeschosse zu Wohnräumen stattgegeben.